# Santuari de Zeus i Atena de Cintió
El Santuari de Zeus i Atena de Cintió era un antic santuari dedicat a aquests déus al cim de la muntanya Cintió, a l'illa de Delos (Grècia). Les ruïnes formen part del jaciment arqueològic de Delos, declarat Patrimoni de la Humanitat per la Unesco.

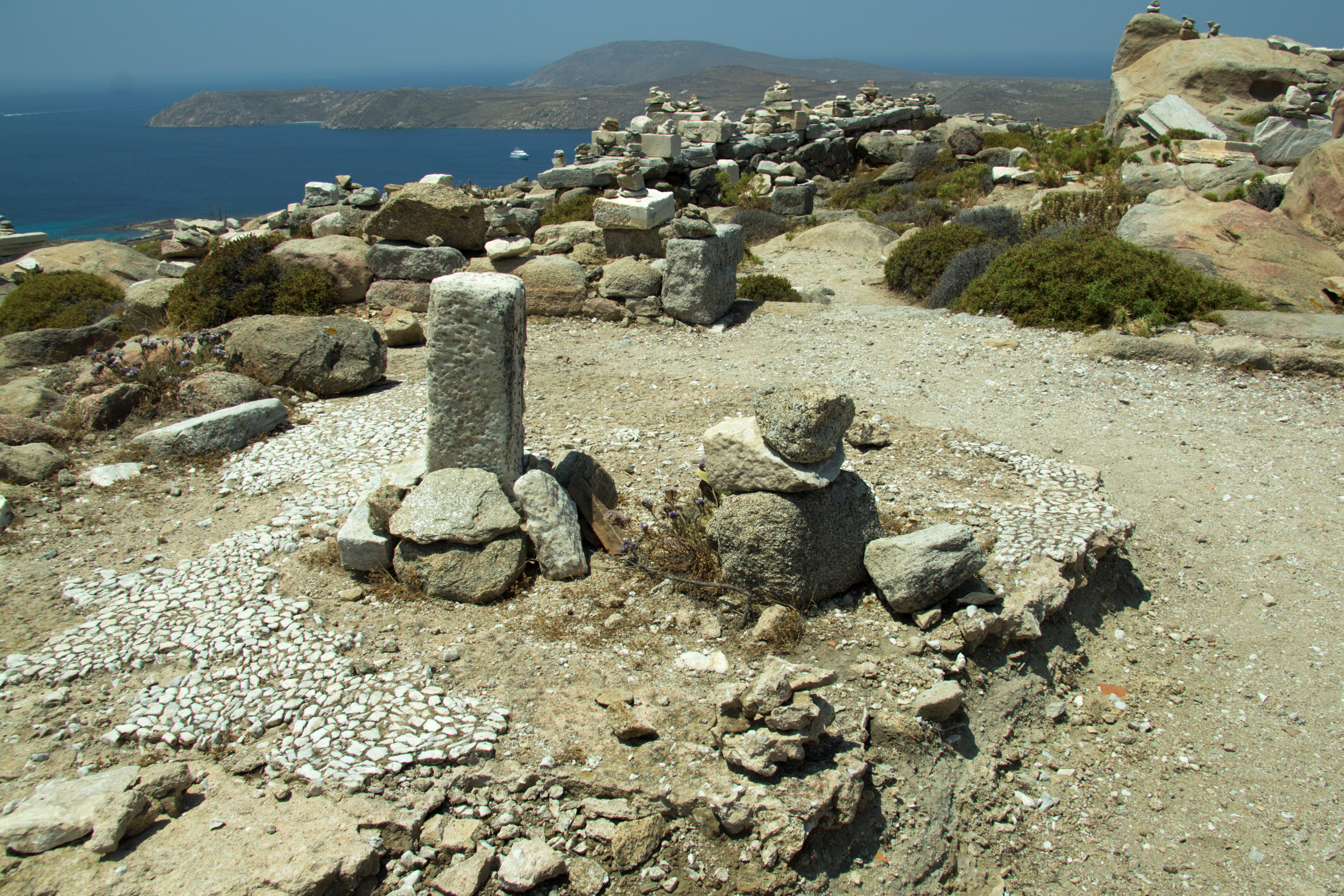
Ruïnes del santuari

El santuari es va construir en l'època arcaica, en el 600 abans de la nostra era. Les ruïnes actuals daten del període hel·lenístic, principalment del 200 ae. Estava situat al cim d'una muntanya, que fou anivellada per a construir-l'hi. Constava de dos edificis, un de dedicat a Zeus i l'altre a Atena. Davant de cadascun n'hi havia dues columnes jòniques. A dins hi havia escultures, buits per a exvots i mosaics. Només es conserven els fonaments dels edificis.
En l'edat del bronze, a la fi dels anys 2000 abans de la nostra era, l'emplaçament del santuari estava ocupat per un assentament, el més antic conegut a l'illa. S'hi han trobat restes de cases d'aquesta època sota les ruïnes així com artefactes arqueològics.